# ديزي هاجه
ديزي هاجه (بالهولندية: Daisy Hage)‏ مواليد 2 مارس 1993 في لاهاي، هي لاعبة كرة يد هولندية تلعب كجناح أيسر. مثلت منتخب هولندا لكرة اليد للسيدات.